# Trombocytenaggregatieremmers
Trombocytenaggregatieremmers ook wel plaatjesaggregatieremmers of antiaggregantia genoemd, zijn geneesmiddelen die het vermogen van bloedplaatjes (trombocyten) om samen te klonteren (te aggregeren) verminderen. Het samenklonteren van bloedplaatjes (trombocytenaggregatie) is een van de manieren waarop de kettingreactie van de bloedstolling opgestart kan worden.
Trombocytenaggregatie is echter ook een belangrijk mechanisme bij het ontstaan van een hartinfarct of een herseninfarct. Trombocytenaggregatieremmers worden toegepast bij de secundaire preventie van deze aandoeningen.

## Aspirine
Carbasalaatcalcium (Ascal®) en acetylsalicylzuur (Aspirine®) waren ooit in doseringen van 600 mg per poeder of 500 mg per tablet gangbaar als middel tegen hoofdpijn. Vanwege de bijwerkingen (maagklachten) zijn ze voor deze indicatie niet meer in gebruik, maar worden ze in veel lagere dosering (100, 80 of zelfs 40 mg per dag) toegepast bij mensen die een verhoogde kans hebben op een hartinfarct of een herseninfarct. Uit grote onderzoeken is namelijk gebleken, dat de kans op (herhaling van) een hart- of herseninfarct in de groep die deze middelen gebruikt kleiner is dan in de groep die een placebo gebruikte. (Bijvoorbeeld: de kans op een herseninfarct na een TIA blijkt 1,3% lager wanneer de patiënt acetylsalicylzuur gebruikt
Als er echter sprake is van boezemfibrilleren is antistolling meestal effectiever om herseninfarcten te voorkómen.

## Niet alle pijnstillers (NSAID's) bruikbaar voor dit doel
Veel ontstekingsremmende pijnstillers zoals diclofenac, ibuprofen en naproxen hebben, net als aspirine effect op de trombocytenaggregatie en maagklachten als bijwerkingen. Ze blijken echter niet het gunstige effect van acetylsalicylzuur op hart- en herseninfarcten te hebben. Integendeel, enkele middelen zijn juist uit de handel genomen omdat ze de kans op een hartinfarct vergrootten.

## Andere trombocytenaggregatieremmers
Combinatie van acetylsalicylzuur met dipyridamol (Persantin®) blijkt effectiever dan acetylsalicylzuur alleen.
De nieuwe trombocytenaggregatieremmer clopidogrel (Plavix®) blijkt in bepaalde subgroepen hartinfarcten te kunnen voorkómen.

## Soorten antistolling
| Antistolling (trombolytica, anticoagulantia en trombocytenaggregatieremmers)                                                     | Antistolling (trombolytica, anticoagulantia en trombocytenaggregatieremmers) | Antistolling (trombolytica, anticoagulantia en trombocytenaggregatieremmers) | Antistolling (trombolytica, anticoagulantia en trombocytenaggregatieremmers) |
| --- | --- | --- | --- |
| Trombocytenaggregatieremmer | Glycoproteïne IIb/IIIa-remmers | Abciximab, eptifibatide, tirofiban, roxifiban, orbofiban. | Abciximab, eptifibatide, tirofiban, roxifiban, orbofiban. |
| Trombocytenaggregatieremmer | ADP receptoren/P2Y12-remmers | Thienopyridines (clopidogrel, prasugrel, ticlopidine). Nucleotiden/nucleosideanaloga (cangrelor, elinogrel, ticagrelor).                                                                                  | Thienopyridines (clopidogrel, prasugrel, ticlopidine). Nucleotiden/nucleosideanaloga (cangrelor, elinogrel, ticagrelor). |
| Trombocytenaggregatieremmer | Prostaglandineanaloga (PGI2) | Beraprost, iloprost, prostacyclin, treprostinil. | Beraprost, iloprost, prostacyclin, treprostinil. |
| Trombocytenaggregatieremmer | COX-remmers | Acetylsalicylzuur/aspirine#, aloxiprin, carbasalaatcalcium, indobufen, triflusal. | Acetylsalicylzuur/aspirine#, aloxiprin, carbasalaatcalcium, indobufen, triflusal. |
| Trombocytenaggregatieremmer | Tromboxaneremmers | Tromboxanesynthaseremmers (dipyridamol (+aspirine), picotamide). Receptor antagonisten (terutroban†). | Tromboxanesynthaseremmers (dipyridamol (+aspirine), picotamide). Receptor antagonisten (terutroban†). |
| Trombocytenaggregatieremmer | Fosfodi-esteraseremmers | Cilostazol, dipyridamol, triflusal. | Cilostazol, dipyridamol, triflusal. |
| Trombocytenaggregatieremmer | Overig | Cloricromen, ditazole, vorapaxar. | Cloricromen, ditazole, vorapaxar. |
| Anticoagulantia | Vitamine K-antagonisten (inhiberen factor II, VII, IX, X) | Coumarines (acenocoumarol, coumatetralyl, dicoumarol, ethyl biscoumacetaat, fenprocoumon, warfarine#). 1,3-Indandiones (clorindione, difenadion, fenindion. Overig (tiovlomarol).                         | Coumarines (acenocoumarol, coumatetralyl, dicoumarol, ethyl biscoumacetaat, fenprocoumon, warfarine#). 1,3-Indandiones (clorindione, difenadion, fenindion. Overig (tiovlomarol).                                                            |
| Anticoagulantia | Factor Xa-remmers (met enige factor II-inhibitie) | Heparine groep/ Glycosaminoglycaan/ (gebonden antitrombine) | Laagmoleculaire heparine (bemiparine, certoparine, dalteparine, enoxaparine, nadroparine, parnaparine, reviparine, tinzaparine‡). Oligosacharides (fondaparinux, idraparinux§. Heparine-achtigen (danaparoid, dermatan sulfaat, sulodexide). |
| Anticoagulantia | Factor Xa-remmers (met enige factor II-inhibitie) | Directe Xa-remmers | Xabans (apixaban, betrixaban§, darexaban§, edoxaban, otamixaban§, rivaroxaban). |
| Anticoagulantia | Directe trombine (IIa)-remmers | Bivalent: hirudin (bivalirudin, desirudin, lepirudin). Univalent: argatroban (dabigatran, melagatran‡, Ximelagatran‡).                                                                                    | Bivalent: hirudin (bivalirudin, desirudin, lepirudin). Univalent: argatroban (dabigatran, melagatran‡, Ximelagatran‡). |
| Anticoagulantia | Overig | Antitrombine III, defibrotide, proteïne C (drotrecogin alfa‡), ramatroban. REG1. | Antitrombine III, defibrotide, proteïne C (drotrecogin alfa‡), ramatroban. REG1. |
| Trombolytica/ fibrinolytica | Plasminogeen-activatoren (r-tPA, alteplase, reteplase, tenecteplase) UPA (saruplase, urokinase) Anistreplase, monteplase, streptokinase#. Overige serine-endopeptidases (ancrod, brinase, fibrinolysine). | Plasminogeen-activatoren (r-tPA, alteplase, reteplase, tenecteplase) UPA (saruplase, urokinase) Anistreplase, monteplase, streptokinase#. Overige serine-endopeptidases (ancrod, brinase, fibrinolysine). | Plasminogeen-activatoren (r-tPA, alteplase, reteplase, tenecteplase) UPA (saruplase, urokinase) Anistreplase, monteplase, streptokinase#. Overige serine-endopeptidases (ancrod, brinase, fibrinolysine).                                    |
| Niet-medicinale antistolling | Citraat, EDTA, oxalaat. | Citraat, EDTA, oxalaat. | Citraat, EDTA, oxalaat. |
| # WHO-lijst essentiële medicatie. ‡ Uit de markt genomen medicatie. Klinische testfase: † Fase III; § Nooit tot fase III gekomen | | | |